# مسجد الرمل
مسجد الرمل  هو أول مساجد عكا وأعرقها، شيد في عام 1704م على أنقاض مبان صليبية. 

## مراحل من تاريخ المسجد
بني المسجد قبل نحو 400 سنة، وقد شهد الكثير من التقلبات بحسب فترات الدولة الحاكمة، وبقيت تقام فيه الصلوات حتى النكبة سنة 1948، حيث أغلقته السلطات الإسرائيلية ومنعت الصلاة فيه حتى سنوات الستينيات من القرن الماضي. قام بإنشاء المسجد الحاجّ محمد ابن الشيخ خليل الشعبيّ، وقد ضمّ حينها مغسل الشعبيّ، قهوة، مخازن، حوانيت، وغيرها. وقد عُيّن ابن عمّ الموقِف (المتبرّع بالوقف)، الشيخ صلاح ابن الشيخ حسين، مسؤولاً عن الوقف والمسجد.
وفي سنوات الستين فتحته السلطات الإسرائيلية واستعملته كحضانة للأطفال، وفي السبعينيات استخدم قسم منه كمركز لرعاية الصحة والعائلة والقسم الآخر استخدم كمركز للكشاف حتى نهاية السبعينيات، وفي وقتها ظهرت أول جماعة إسلامية في مدينة عكا وهي «جماعة البر والإحسان»، أولئك الشبان الذين أخذوا على عاتقهم تحرير المسجد وترميمه ترميمًا بسيطا من الداخل حتى يتسنى للناس أداء الصلوات فيه، ولكن هذا الترميم لم يكن كافيا، حيث لم تكن هناك إمكانات مادية تسمح بترميمه ترميمًا جذريًا نتيجة لقدمه وإهماله فترة طويلة، ولا يغيب عنا بـُعد الناس عن الدين في تلك السنوات، حيث لم يقتنع الناس بجمع التبرعات لإتمام عملية الترميم، هذا إضافة إلى محاولة السلطات التضييق على أهل المدينة بهدف تهويدها وتهجير أهلها منها وعدم ترميم المقدسات فيها.

## التسمية
مسجد الرمل حمل اسما آخر وهو «جامع الحاج محمد العجمي»، وقد بني المسجد سنة 1704، ولمسجد الرمل أوقاف كثيرة وهي: 33 دكانا ومخزنا، و4 دور، وخان واحد فيه 10 محلات، وفرن واحد، وكان متولي وقف الجامع سابقا محمد جميل أفندي نور، وأوقافه معروفة بوقف الحاج محمد الشعبي.

## الناحية المعمارية
ويُعدّ مسجد الرمل من أكبر المساجد وأقدمها نسبةً إلى المساجد الأخرى، إذ أن له طابعا معماريًا مميزًا بزواياه المختلفة وساحته الداخلية، تبلغ مساحته الكلية نحو 525.3 مترا مربعا، حيث تشمل هذه المساحة المراحيض، ومصلى للنساء، وأماكن وضوء، ومخزنا، ومصلى الرجال، كما يحتوي على ثلاث قباب ومئذنة شامخة، وله أقواس داخلية في قاعة الصلاة الكبرى وثلاثة أقواس خارجية في المدخل المؤدي إلى المسجد.
تحيط بالمسجد بنايات سكنية ملاصقة له، ويبلغ ارتفاعه الكلي نحو 9.50 متر، وله ثلاثة محاريب؛ محراب داخل المسجد، ومحراب في الساحة المرافقة له، ومحراب لمسجد النساء، ويحتوي مسجد الرجال على سبعة شبابيك ذات أقواس، نصف دائرية الشكل، مع أقواس داخلية وثلاثة أقواس خارجية في المدخل المؤدي إلى المسجد
وباب المدخل، كما ويحتوي مسجد النساء على خمسة شبابيك وبابين (باب خارجي يؤدي من الساحة الخارجية إلى غرفة المدخل، وباب آخر يؤدي إلى مصلى النساء).
أما وضعه الداخلي فهو في حالة جيدة، بخاصة بعد أن مر بعملية ترميم شاملة في معسكر التواصل مع مقدسات عكا عام 2010، وقد تخلل مشروع ترميم مسجد الرمل من الداخل، أعمال «جبصنة» جنبات المسجد وقبته بشكل مهني وجمالي، وشمل تغطية جدران المسجد الداخلية والسقف كاملا بـ«جبصين» خاص يسهم في حل مشكلة الرطوبة في المسجد.

## مئذنة المسجد
شهدت في الآونة الأخيرة مئذنة مسجد الرمل ترميمًا شاملًا بعد أن كانت آيلة للسقوط بفعل عوامل الطبيعة، وقد رممت من قبل مؤسسة الأقصى للوقف ضمن معسكر التواصل، حيث كان يتهددها خطر التهدّم بسبب التشققات، ولكنها أصلحت من الداخل والخارج بمواد خاصة، كما جرى تدعيمها ودهانها بدهان خاص يحفظها للسنوات القادمة.